# MSN Groups
MSN Groups era un sitio web parte de MSN network, era un servicio de comunidades en línea, que pueden contener páginas, imágenes, documentos, paneles de mensajes, etc. MSN Groups se cerró el 23 de febrero de 2009, como parte de una migración de aplicaciones en línea y servicios a la marca de Windows Live, pero Windows Live Grupos no es un sustituto de facto para MSN Groups debido a un conjunto de características diferentes.

## Características
Podías visitar grupos existentes que te interesaban y participar en ellos o crear tu propio grupo personalizado en el cual podías como administrador de tu grupo decidir quien podía entrar y quien no, también decidías como deseabas la presentación y que características incluiría.
Podías manejar quien lo visitaba y quien participaba.
Era posible publicar fotos digitales en un álbum de fotos en línea o ver las fotos ya publicadas por otros usuarios.
Al crear tu grupo había solamente un panel de mensajes, "General", en el cual, como cualquier otro panel que creabas, podías conversar a través de mensajes con cualquier usuario que tuviera permiso para ver el grupo.

## Cierre del servicio
A partir de octubre de 2008, Microsoft había anunciado que el Servicio MSN Grupos cerraría el 21 de febrero de 2009 (aunque terminaría cerrándolo dos días después). Los usuarios tenían la opción de migrar sus datos a la página web social Multiply, el socio de MSN para grupos en línea. Esto debido a que MSN Grupos no se convertiría en Windows Live Grupos, porque las herramientas diferían de las características presentes en MSN Grupos. Windows Live Groups no se puso en marcha como un reemplazo de MSN Grupos, porque la idea de sus directivos era renovar por completo ese servicio. Windows Live Groups se integrará a otros servicios Live tales como Windows Live Messenger y Windows Live Spaces y no tiene la capacidad de soporte para grandes grupos. Mientras tanto, entre los usuarios insatisfechos con el cierre de MSN Grupos, surgió la idea de recrear el formato al que estaban acostumbrados, independientemente de Microsoft.